# Cook Peak, Antarktis
Cook Peak är en bergstopp i Antarktis. Den ligger i Västantarktis. Nya Zeeland gör anspråk på området. Toppen på Cook Peak är 1 025 meter över havet, eller 33 meter över den omgivande terrängen. Bredden vid basen är 1,5 km.
Terrängen runt Cook Peak är huvudsakligen kuperad. Trakten är obefolkad. Det finns inga samhällen i närheten. 